# Mwanza (Malawi)
Mwanza – miasto w południowo-zachodnim Malawi, w Regionie Południowym. Według danych na rok 2018 liczyło 18 tys. mieszkańców.